# WWF Aggression
WWF Aggression è un album prodotto dalla World Wrestling Federation nel 2000 contenenti le musiche d'ingresso dei wrestler. Le tracce in totale sono 13.

## Tracce
| Traccia | Titolo                                      | Wrestler/PPV              |
| ------- | ------------------------------------------- | ------------------------- |
| 1       | The Kings (Run DMC)                         | D-Generation X            |
| 2       | Wreck (Kool Keith e Ol' Dirty Bastard)      | Mankind                   |
| 3       | Know Your Role (Method Man)                 | The Rock                  |
| 4       | Hell Yeah (Snoop Dogg e WC)                 | "Stone Cold" Steve Austin |
| 5       | No Chance (Redman feat. Peanut Butter Wolf) | Vince McMahon             |
| 6       | I Won't Stop (C-Murder feat. Magic)         | Gangrel                   |
| 7       | Big Red Machine (Tha Eastsidaz)             | Kane                      |
| 8       | Break the Walls Down (R.A. the Rugged Man)  | Chris Jericho             |
| 9       | You Ain't Hard (Bad Azz)                    | New Age Outlaws           |
| 10      | Pimpin' Ain't Easy (Ice-T)                  | The Goodfather            |
| 11      | Game Mystikal e Ras Kass)                   | Triple H                  |
| 12      | Big (Mack 10, K-Mac, Boo Kapone e MC Eiht)  | Big Show                  |
| 13      | Ministry (Dame Grease)                      | The Undertaker            |